# Урбоцид

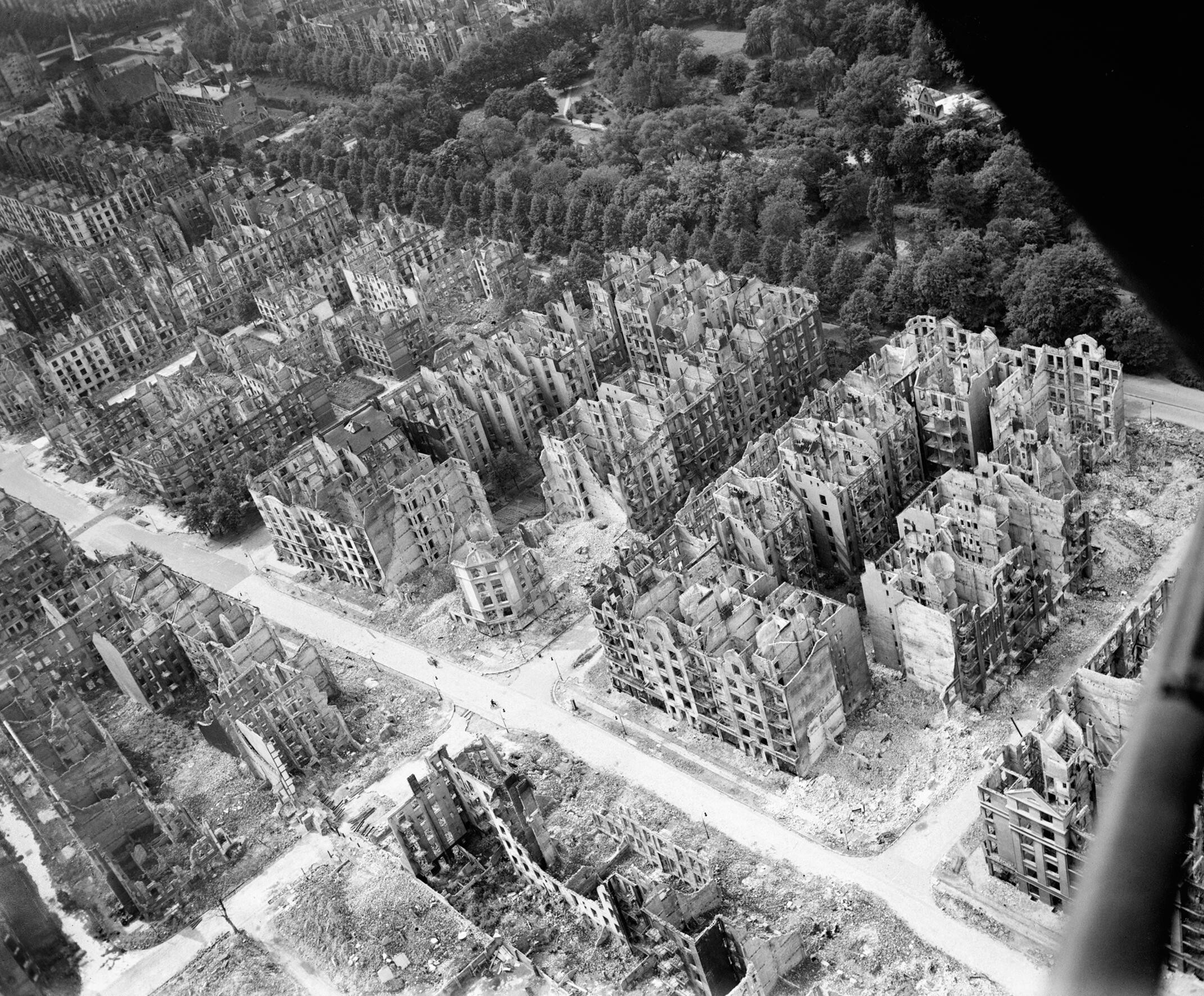
Гамбург після бомбардувань (1943). За тиждень знищено половину міста, загинули близько 40 тисяч жителів

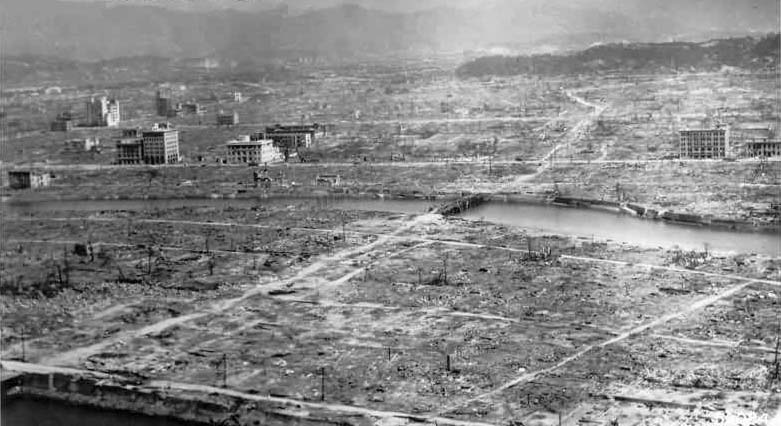
Хіросіма після ядерного бомбардування (1945)

Урбоцид — форма геноциду, цілеспрямоване знищення міст та інфраструктури з метою створення неприйнятних для містян умов життя та витіснення їх з їхньої території, тобто з урбанного ландшафту.
В окремих словниках зустрічаються терміни доміцид, домогубство, які акцентують увагу на втрату домівки, із сенсом значущості місця проживання, глобальної втрати дому, для кожної людини.

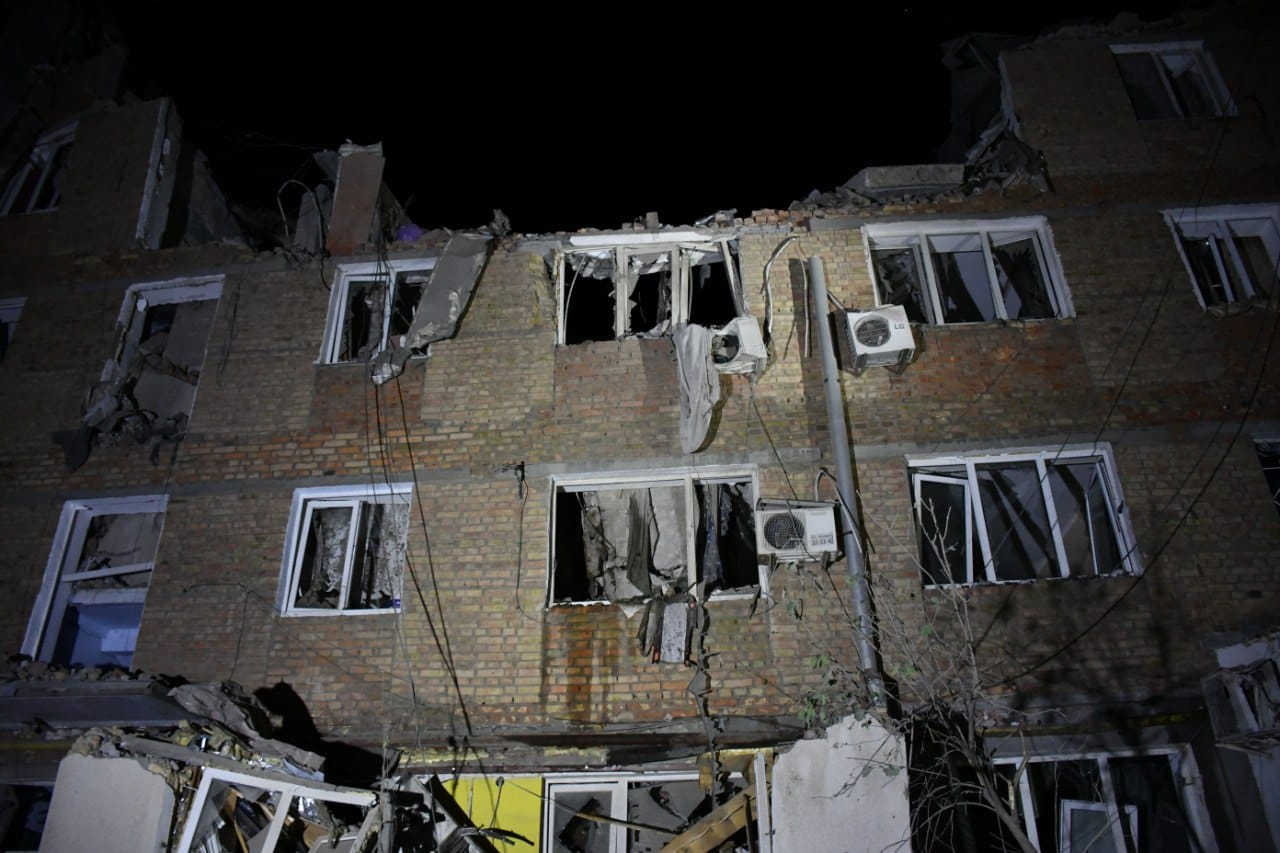
Миколаїв після російських ракетних атак.

## Історія терміна

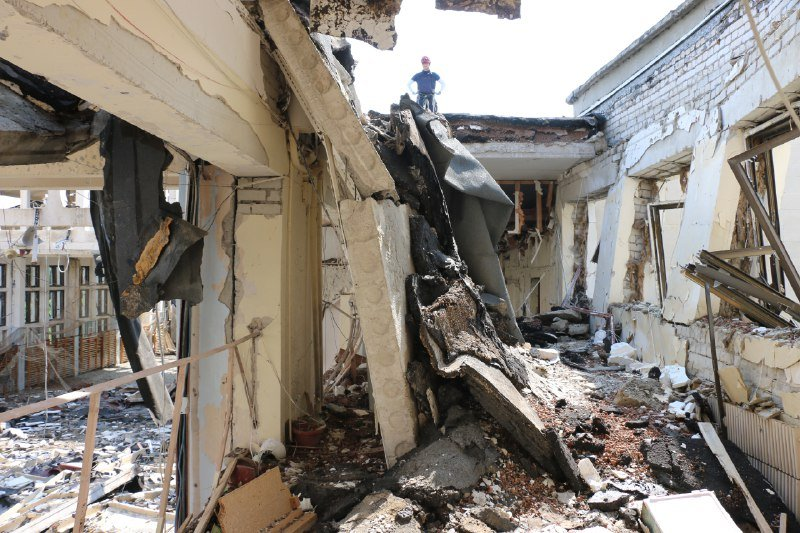
Спортивний комплекс Харківського Політехнічного Інституту після російської ракетної атаки

У 1963 році було вперше вжито термін урбоцид для позначення процесу «знищення міст», як стратегії територіально-політичних конфліктів. Урбоцид — це зброя війни, яка має на меті залякування населення, знищення соціальної архітектури міста, деградацію соціуму, неможливість життя в цивілізованих умовах.
У травні 2008 року на Конгресі місцевих і регіональних влад Європи було прийнято «Маніфест нової урбаністики» (або Європейська хартія міст) в якому було зазначено, що міста «стали тією частиною європейської території, яка першою та найбільш суттєво відчула на собі наслідки глобалізації, адже саме міста стали головним місцем адаптації Європи до нових технологічних, екологічних, економічних та соціальних умов, що виникли в результаті глобалізації…» Міста стали політичними центрами для громадської активності та креативного класу: «Наші міста є перехрестями цивілізацій, зосередженням знань і культур, простором для зустрічей і контактів. Ми, європейські місцеві виборні особи, розглядаємо наші міста як місце обмінів, багатонаціональні центри, де можна вільно дотримуватися різних поглядів і виражати їх в умовах взаємної поваги.», «Наші міста є місцем життя і роботи, житлом різних поколінь, співіснування різних культур і релігій, в них постійно пліч-о-пліч живуть містяни з різних соціальних шарів. Міське суспільство не може розвиватися на справедливій основі, не забезпечуючи взаємодопомогу між містянами, діалог між групами, у тому числі міжрелігійний діалог, а також життя громадських організацій.»

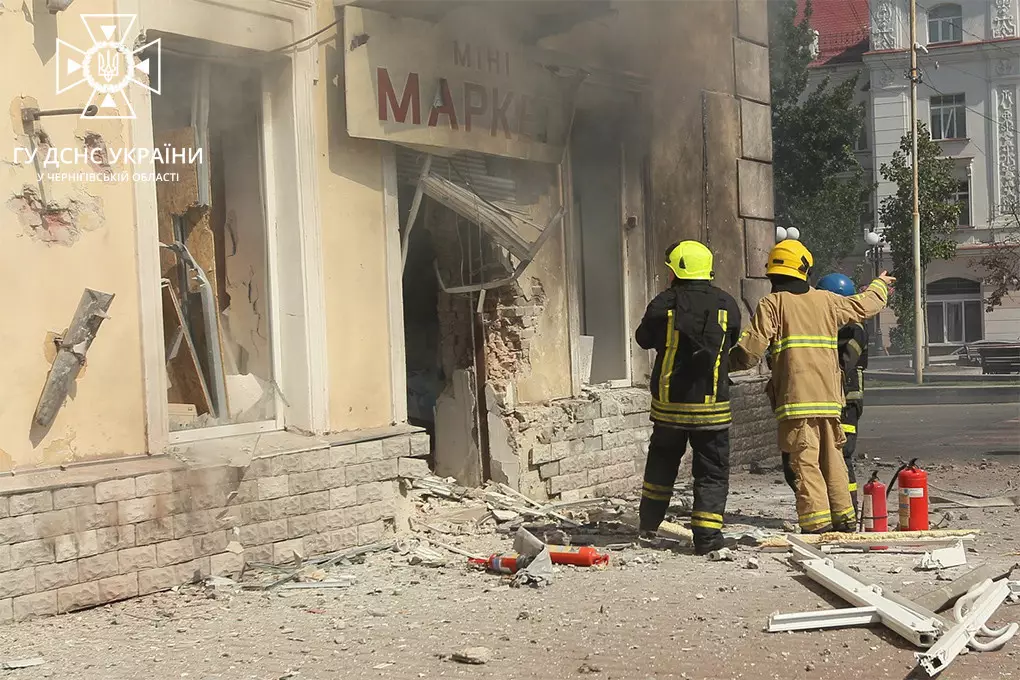
Чернігів після російського ракетного обстрілу.

Внаслідок урбоциду відбувається деінтелектуалізація міста, занепад цивілізованого способу життя, зниження рівня культури до рівня виживання, різке зниження соціальної та економічної активності міста.

## Урбоцид в Україні після окупації російськими військами 2022 року
Найтрагічніший приклад урбоциду в Україні — руйнування Маріуполя. Історично Маріуполь — це розвинене місто «молодого покоління» з високими стандартами життя, гарною архітектурою, було політичним символом українського Донбасу.
Зокрема, за даними Донецької військової адміністрації російські окупаційні війська зруйнували або пошкодили 66 спортивних об'єктів на Донеччині, на загальну суму понад 3,5 млрд.грн. В усій Україні з 24 лютого 2022 року було зруйновано понад 300 спортивних об'єктів, в Маріуполі знищено оновлений басейн «Нептун». який було реконструйовано за олімпійськими стандартами, знищена велика кількість спортивних об'єктів в Бахмуті, та сучасний велокомплекс зі спеціалізованою трасою ВМХ в Лимані.